# Boston Marathon 1903
De Boston Marathon 1903 werd gelopen op maandag 20 april 1903. Het was de zevende editie van deze marathon. In totaal gingen er 56 marathonlopers van start. De wedstrijd werd gewonnen door de Amerikaan John C. Lorden met een finishtijd van 2:41.29,8. In vergelijking met de opvattingen vanaf 1908 dat de marathon een lengte hoorde te hebben van 42,195 km, was het parcours te kort. Het was namelijk tussen 37 en 38,8 km lang.

## Uitslagen
| rang   | naam               | land | tijd      |
| ------ | ------------------ | ---- | --------- |
| Goud   | John C. Lorden     | USA  | 2:41.29,8 |
| Zilver | Samuel Mellor      | USA  | 2:47.13   |
| Brons  | Michael Spring     | USA  | 2:53.01,2 |
| 4      | Fred Lorz          | USA  | 2:53.42,4 |
| 5      | J.J. Donovan       | USA  | 3:01.37,4 |
| 6      | Arthur E. Ziegler  | USA  | 3:01.53   |
| 7      | Edward Fay         | USA  | 3:04.50,6 |
| 8      | J.S. Hunt          | USA  | 3:06.40   |
| 9      | John A. Leadbetter | USA  | 3:08.14   |
| 10     | John B. Coakley    | USA  | 3:10.47   |

1897 ·
1898 ·
1899 ·
1900 ·
1901 ·
1902 ·
1903 ·
1904 ·
1905 ·
1906 ·
1907 ·
1908 ·
1909 ·
1910 ·
1911 ·
1912 ·
1913 ·
1914 ·
1915 ·
1916 ·
1917 ·
1918 ·
1919 ·
1920 ·
1921 ·
1922 ·
1923 ·
1924 ·
1925 ·
1926 ·
1927 ·
1928 ·
1929 ·
1930 ·
1931 ·
1932 ·
1933 ·
1934 ·
1935 ·
1936 ·
1937 ·
1938 ·
1939 ·
1940 ·
1941 ·
1942 ·
1943 ·
1944 ·
1945 ·
1946 ·
1947 ·
1948 ·
1949 ·
1950 ·
1951 ·
1952 ·
1953 ·
1954 ·
1955 ·
1956 ·
1957 ·
1958 ·
1959 ·
1960 ·
1961 ·
1962 ·
1963 ·
1964 ·
1965 ·
1966 ·
1967 ·
1968 ·
1969 ·
1970 ·
1971 ·
1972 ·
1973 ·
1974 ·
1975 ·
1976 ·
1977 ·
1978 ·
1979 ·
1980 ·
1981 ·
1982 ·
1983 ·
1984 ·
1985 ·
1986 ·
1987 ·
1988 ·
1989 ·
1990 ·
1991 ·
1992 ·
1993 ·
1994 ·
1995 ·
1996 ·
1997 ·
1998 ·
1999 ·
2000 ·
2001 ·
2002 ·
2003 ·
2004 ·
2005 ·
2006 ·
2007 ·
2008 ·
2009 ·
2010 ·
2011 ·
2012 ·
2013 ·
2014 ·
2015 ·
2016 ·
2017 ·
2018 ·
2019 ·
2020 ·
2021 ·
2022